# Kasper von Saldern
Kasper von Saldern (ros. Каспар фон Сальдерн), (ur. 11 lipca 1711 w Apenrade – zm. 31 października 1786 w Gut Schierensee) – dyplomata niemiecki w służbie holsztyńskiej (do 1763) i rosyjskiej (do 1773). Ambasador rosyjski w Rzeczypospolitej od kwietnia 1771 do sierpnia 1772, przywódca różokrzyżowców rosyjskich.
Czołowy minister rosyjski Nikita Panin uważał go za swego najzdolniejszego współpracownika. Obaj chcieli uniknąć rozbiorów Polski, by Rosja zachowała kontrolę nad całym terytorium RP.
W końcu 1770 roku, widząc bankructwo swej misji dyplomatycznej w Warszawie, Saldern zaczął zachowywać się bardzo brutalnie, czym ostatecznie zrażał wszystkich myślących jeszcze o porozumieniu z Rosją. W końcu września 1770 roku Salder oświadczył, że czas układów z Polakami minął już (od czerwca wiedział już o planach I rozbioru), a teraz Polacy powinni już tylko wyczekiwać biernie decyzji mocarstw ościennych.
Był odznaczony Orderem Orła Białego. 